# Манн, Дэниэл
Дэниэл Манн (англ. Daniel Mann; 8 августа 1912 — 21 ноября 1991) — американский режиссёр кино и телевидения, актёр.

## Биография
Дэниэл Манн родился в Бруклине, Нью-Йорк. С детства выступал в театре. Начал карьеру режиссёра в 1952 году.
Умер от сердечного приступа в Лос-Анджелесе в ноябре 1991 года.

## Фильмография
- 1952 — Вернись, малышка Шеба / Come Back, Little Sheba
- 1954 — О миссис Лесли / About Mrs. Leslie
- 1955 — Татуированная роза / The Rose Tattoo
- 1955 — Я буду плакать завтра / I'll Cry Tomorrow
- 1956 — Чайная церемония / The Teahouse of the August Moon
- 1958 — Жаркий сезон / Hot Spell
- 1959 — Последний разгневанный человек / The Last Angry Man
- 1960 — Дорога в горах / The Mountain Road
- 1960 — Баттерфилд, 8 / BUtterfield 8
- 1961 — Ада / Ada
- 1962 — У кого есть действие? / Who's Got the Action?
- 1963 — Кто спал на моей кровати? / Who's Been Sleeping in My Bed?
- 1966 — Парень по кличке Флинт / Our Man Flint
- 1966 — Юдифь / Judith
- 1968 — Ради любви к Айви / For Love of Ivy
- 1969 — Мечта королей / A Dream of Kings
- 1971 — Уиллард / Willard
- 1972 — Мстители / The Revengers
- 1972 — За лесами / Another Part of the Forest
- 1975 — Путешествие в страх / Journey Into Fear
- 1977 — Завоевание Запада / How the West Was Won
- 1978 — Матильда / Matilda
- 1980 — Тянуть время / Playing for Time
- 1980 — Триумфальная арка / Arch of Triumph
- 1987 — Человек, который разорвал тысячу цепей / The Man Who Broke 1,000 Chains